# Sebastian Mihăilescu
Format:Infobox Joueur de volley-ball
Sebastian Mihăilescu (n. 1927, Cernăuți, România) este un antrenor și fost jucător român de volei.

## Biografie
A fost membru al clubului sportiv Dinamo București și a avut gradul de locotenent major în Ministerul Afacerilor Interne, apoi pe cel de căpitan.

## Distincții
- Medalia Muncii (14 mai 1954) „pentru rezultate valoroase obținute în activitatea sportivă”[2]
- Medalia Muncii (9 mai 1958) „cu prilejul aniversării a 10 ani de la înființarea Clubului sportiv «Dinamo» și pentru rezultate deosebite obținute în dezvoltarea activității sportive”[1]
- Ordinul „Meritul Sportiv” clasa a III-a (8 mai 1968) „pentru contribuția deosebită adusă la dezvoltarea mișcării de cultură fizică și sport și pentru merite deosebite în activitatea sportivă de performanță, cu prilejul împlinirii a 20 de ani de la înființarea Clubului sportiv «Dinamo»-București al Ministerului Afacerilor Interne”[3]

## Palmares

### Jucător
| - Campionatul Mondial - Finalist: 1956 - Locul 3: 1960 - Locul 4: 1952 - Campionatul European - Finalist: 1955, 1958 - Locul 4: 1951 |  | - Campionatul României - Câștigător (2): 1953, 1958 |

### Antrenor
| - Campionatul Mondial - Finalist: 1966 |  | - Liga Campionilor - Câștigător (2): 1966, 1967 - Finalist: 1968 - Campionatul Spaniei - Finalist: 1972 - Cupa Spaniei - Câștigător: 1972 - Campionatul Germaniei - Finalist: 1979 - Cupa Portugaliei - Finalist: 1989 |